# Barry Palmer
Barry Palmer (ur. w 1958 w Anglii) – brytyjski wokalista, śpiewający między innymi w zespole Triumvirat oraz wielu utworach Mike'a Oldfielda.

## Biografia i kariera
Barry Palmer zaczął karierę w 1976 roku, kiedy został przyjęty do zespołu Triumvirat, z którym nagrał trzy albumy.
W 1983 roku skontaktował się z nim Mike Oldfield, który po wysłuchaniu jednej z płyt Triumvira zainteresował się głosem wokalisty. Oldfield chciał, by Palmer wziął udział w trasie koncertowej promującej jego album Crises, ten jednak odmówił ponieważ zajęty był nagrywaniem swojego solowego projektu.
Po zakończeniu trasy koncertowej, Oldfield ponownie skontaktował się z Palmerem. Efektem współpracy była piosenka Crime of Passion a w 1984 album Discovery na którym Palmer jest wykonawcą połowy śpiewanych piosenek.
Po zakończeniu współpracy z Oldfieldem, dokończył nagrywanie swojej solowej płyty Without An Aim. Album opowiadał historię ambitnego muzyka, którego życie zmienia się w gonitwę za karierą. Projekt nie osiągnął większych sukcesów, szczególnie, że niedługo po wydaniu płyty, jej wydawca - Venom Records zbankrutowało.
Później Palmer sygnował singel God Bless The Children, który zyskał pewną popularność w Skandynawii. Występował z zespołami The Wedge oraz Nightshift w Londynie.

## Dyskografia
- z Triumvirat
  - Old Love Dies Hard (1976)
  - Pompeii (1977)
  - A La Carte (1979)
- solowo
  - Without An Aim (1984)